# Гаммерфіорд
Гаммерфіорд або Гамрефіорд (норв. Hamrefjorden) — фіорд Атлантичного океану в муніципалітеті Карлсей у фюльке Трумс. Розташований між Хельгеєм на південному заході та Ванноею на північному сході та має довжину приблизно 20 кілометрів. Протока простягається з північного заходу, між Торснесом на Ванноеї та Россмолесетом на Нордкваноеї на півдні, і пролягає в південно-східному напрямку до Хельгейсундета між Рінгвассеєю та Ванноею.
На Хельгеї вздовж фіорду майже немає поселень, лише кілька ферм на південному сході. Натомість на Ванноеї більша частина фіордової сторони забудована, і тут розташовані села Ваннарейд і Гамре, на честь яких названо фіорд.
Шосе Fv305 пролягає вздовж фіорду біля Ванни.